# Plan B (рэпер)
Бе́нджамин Пол Баллэнс Дрю (англ. Benjamin Paul Ballance-Drew; род. 22 октября 1983, Лондон, Великобритания) — британский автор-исполнитель, рэпер, актёр и режиссёр, более известный как Plan B или Бен Дрю. В 2006 году Plan B впервые выступил в качестве хип-хоп музыканта в своём, одобренном критиками, дебютном альбоме Who Needs Actions When You Got Words. Вскоре после релиза в апреле 2010 года его второй студийный альбом The Defamation of Strickland Banks, в котором Бен придерживался уже стиля соул, вышел на первую строчку британского рейтинга продаж.
Также Plan B сотрудничал и с другими музыкантами. Например, им совместно с дуэтом Chase & Status был записан сингл «End Credits» (2009).
В 2008 году Бенджамин начал актёрскую карьеру. Он снялся в таких фильмах, как «Шпана 2» (Adulthood), «Гарри Браун» (Harry Brown), «4.3.2.1.». В 2012 году вышла его первая режиссёрская работа — фильм «Неблагоприятные кварталы» (Ill Manors), в котором он так же участвовал как актёр. В 2012 году снялся в фильме «Летучий отряд Скотланд-Ярда».

## Биография
Бен родился и вырос в Форест Гэйте, Лондон. Его мать работала на местные власти, а отец играл в панк-группе «Warm Jets» в 70-х. Бену было пять месяцев, когда его отец ушёл из семьи и шесть лет, когда он полностью исчез из их жизни. Взрослея, он чувствовал себя изгоем среди большей части общества:
Мы не были рабочим классом, но мы и не были средним классом, мы были между. Я всегда чувствовал себя подобно социальному изгою.
— Plan B, The Telegraph (15 июня 2006 года)
С 11 лет Бен учился в англо-европейской школе в Ингейтстоуне, Эссекс. Позже он перешёл в школу имени Тома Худа, из которой его выгнали и перевели в Ньюэм в школу, для детей, неспособных учиться в обычной школе. Он самостоятельно научился играть на гитаре в 14 лет, сначала играя «Blur» и «Oasis» с друзьями, а позже начинает писать собственные песни о любви в R&B стиле. В 18 лет, чувствуя себя неловко из-за R&B, он начал заниматься рэпом и хип-хоп музыкой и написал "Kidz", на которую его вдохновило убийство Дамилола Тейлора.
Причина почему я назвал себя Plan B в том, что я делал это дерьмо в стиле сладкого мальчика Джастина Тимберлейка, но я никогда не чувствовал себя комфортно... Когда я начал заниматься рэпом, мне стало легче чувствовать себя комфортно.
— Plan B, USA Today (15 марта 2007 года)

## Карьера в кино

### Как актёр
После появления в короткометражном фильме Иэна Форсайта и Джейн Поллард «Walking After Acconci (Redirected Approaches)» в 2005 году, Бен Дрю получает первую роль в полнометражном фильме, он сыграл Дабса в картине Ноэля Кларка «Шпана 2» (2008). Его песня "Kidz" использовалась в саундтреке к первой части фильма, вышедшего в 2006 году.
В 2009 году Бен сыграл Ноэля Уинтерса в фильме Дэниэла Барбера «Гарри Браун», с Майклом Кейном в главной роли. В 2010 году Бен появился в фильме «4.3.2.1.» Ноэля Кларка. В 2012 году Дрю сыграл одну из главных ролей вместе с Рэйем Уинстоном в фильме «Летучий отряд Скотланд-Ярда», основанном на одноимённом британском сериале 70-х годов. Фильм был выпущен 12 сентября 2012 года и сразу занял первое место по кассовым сборам.

### Как режиссёр
Бен давно выражал интерес к работе в кино. В интервью, посвящённом выходу альбома «Who Needs Actions When You Got Words», он сказал: "Мы всё ещё продвигаем этот альбом, и я начал работу над следующим, но я действительно занимаюсь ещё и фильмом в данный момент. Я пишу сценарий и хочу найти некоторое время, чтобы сосредоточится на нём, я действительно чувствую, что это то, что я предназначен сделать".
В 2008 году Бен Дрю снял свой первый короткометражный фильм «Мишель», в котором сыграли Адам Дикон и Скрейн. Он также снял клип на совместную с Chase & Status песню "Pieces".
Дрю начал производство своего первого полнометражного фильма «Неблагоприятные кварталы» в сентябре 2010 года. В интервью с британским соул автором Питом Льюисом в марте 2010 года Бен сказал о фильме: "Это художественный фильм, основанный на хип-хоп музыке, содержащий шесть историй, которые неким образом соединены вместе, чтобы сделать одну БОЛЬШУЮ историю, и каждая миниистория будет представлена хип-хоп треком. История будет рассказана мной, и это фактически будет переход от The Defamation of Strickland Banks (прим. второй альбом Plan B) в Ill Manors (прим. третий альбом Plan B). Сначала выйдет фильм, а затем будет выпущен саундтрек. Саундтрек будет "фильмом для слепых", при прослушивании его, он расскажет Вам историю фильма".

## Реклама
В июне 2011 года Hewlett-Packard подписала контракт с Plan B на его участие в рекламной кампании для ноутбуков Beats Audio, в рамках которой вышел короткометражный фильм, показанный только в Великобритании, в котором Plan B с его группой в студии звукозаписи раскрывают противоречия в песне "She Said", которая была лидером британских чартов годом ранее. 24 июня выходит статья в британском сатирическом журнале «Private Eye», ссылающаяся на раннее интервью артиста об участии в рекламе, которое противоречило его комментариям на Ivor Novello Awards относительно музыкального продвижения, где он подверг критике то, на что он "...должен пойти, чтобы продвинуть свою музыку в массы" (в отношении его американского тура до получения премий).
В июле 2011 года «Magners» объявил, что они подписали контракт с Plan B для рекламы выпускаемого ими сингла «Bulmers», в которой изображено живое выступление артиста.

## Дискография
- 2006 — Who Needs Actions When You Got Words (золотой альбом по версии BPI[23])
- 2010 — The Defamation of Strickland Banks (трижды платиновый альбом по версии BPI[23])
- 2012 — Ill Manors
- 2018 — Heaven Before All Hell Breaks Loose

## Фильмография
| Название                                  | Год  | Роль            | Примечания                 |
| ----------------------------------------- | ---- | --------------- | -------------------------- |
| Шпана 2 (Adulthood)                       | 2008 | Дабс            |                            |
| Гарри Браун (Harry Brown)                 | 2009 | Ноэль Уинтерс   |                            |
| 4.3.2.1.                                  | 2010 | Терри           |                            |
| Забастовка (Turnout)                      | 2011 | Джон            |                            |
| Неблагоприятные кварталы (Ill Manors)     | 2012 | Таксист (камео) | Также сценарист и режиссёр |
| Летучий отряд Скотланд-Ярда (The Sweeney) | 2012 | Джордж Картер   |                            |
| Поймайте меня папа (Catch Me Daddy)       | TBA  |                 | В производстве             |
| Перхоть дьявола (The Devil's Dandruff)    | TBA  | Джейсон Кук     | В производстве             |

| Название                                                       | Год  | Роль                    | Примечания                                            |
| -------------------------------------------------------------- | ---- | ----------------------- | ----------------------------------------------------- |
| Walking After Acconci (Redirected Approaches)                  | 2005 | Главная роль            | Короткометражный фильм                                |
| Мишель (Michelle)                                              | 2008 | В роли себя, рассказчик | Короткометражный фильм Так же режиссёр                |
| "Sour Times" (Riz MC)                                          | 2009 | В роли себя             | Музыкальное видео                                     |
| "Let You Go" (Chase & Status feat. Mali)                       | 2010 | Драгдилер               | Музыкальное видео                                     |
| "2 Minute Silence" (The Royal British Legion)                  | 2010 | В роли себя             | Музыкальное видео                                     |
| "Raver" (Shy FX feat. Kano, Donae'o & Roses Gabor)             | 2010 | В роли себя             | Музыкальное видео                                     |
| Клевета Стриклэнда Бэнкса (The Defamation of Strickland Banks) | TBA  | Стриклэнд Бэнкс         | Короткометражный фильм В производстве Так же режиссёр |

| Название                                                       | Год  | Примечания                              |
| -------------------------------------------------------------- | ---- | --------------------------------------- |
| Мишель (Michelle)                                              | 2008 | Короткометражный фильм                  |
| "Pieces" (Chase & Status feat. Plan B)                         | 2008 | Музыкальное видео                       |
| Неблагоприятные кварталы (Ill Manors)                          | 2012 |                                         |
| "Lost My Way" (Plan B)                                         | 2012 | Музыкальное видео Сорежиссёр Пол Каслин |
| Клевета Стриклэнда Бэнкса (The Defamation of Strickland Banks) | TBA  | Короткометражный фильм В производстве   |